# Entoloma deprensum
Entoloma deprensum är en svampart som beskrevs av E. Horak 2008. Entoloma deprensum ingår i släktet Entoloma och familjen Entolomataceae.   Inga underarter finns listade i Catalogue of Life.